# Yponomeuta
Yponomeuta är ett släkte av fjärilar som beskrevs av Pierre André Latreille 1796. Yponomeuta ingår i familjen spinnmalar (Yponomeutidae).
I släktet finns de vanligast förekommande arterna av spinnmal i Sverige. De inkluderar  apelspinnmal och häggspinnmal som är vanliga skadedjur i trädgårdar, där de kaläter träd och buskar och täcker dem med en tät, vit väv.

## Dottertaxa tillYponomeuta, i alfabetisk ordning[1][2]
- Yponomeuta africana
- Yponomeuta alba
- Yponomeuta albonigratus
- Yponomeuta alienella
- Yponomeuta anatolica
- Yponomeuta anomalella
- Yponomeuta antistatica
- Yponomeuta athyris
- Yponomeuta atomosella
- Yponomeuta bolidias
- Yponomeuta brunnescens
- Yponomeuta cagnagellus (benvedsspinnmal)
- Yponomeuta calcarata
- Yponomeuta calculosa
- Yponomeuta catharotis
- Yponomeuta chalcocoma
- Yponomeuta cinefacta
- Yponomeuta cognatella
- Yponomeuta conisca
- Yponomeuta corpuscularis
- Yponomeuta cuprea
- Yponomeuta delicata
- Yponomeuta diaphorus
- Yponomeuta diffluellus
- Yponomeuta disemanta
- Yponomeuta effeta
- Yponomeuta elementaris
- Yponomeuta enneacentra
- Yponomeuta euonymella
- Yponomeuta eurinellus
- Yponomeuta eusoma
- Yponomeuta evonymella (häggspinnmal)
- Yponomeuta evonymellus
- Yponomeuta evonymi
- Yponomeuta favillacea
- Yponomeuta fumigata
- Yponomeuta funesta
- Yponomeuta gigas
- Yponomeuta glaphyropis
- Yponomeuta grisea
- Yponomeuta griseomaculatus
- Yponomeuta grossipunctella
- Yponomeuta helicella
- Yponomeuta hemileuca
- Yponomeuta hexabola
- Yponomeuta horologa
- Yponomeuta hypsicrates
- Yponomeuta innotata
- Yponomeuta internella
- Yponomeuta interruptella
- Yponomeuta irrorella
- Yponomeuta irrorellus (molnspinnmal)
- Yponomeuta kanaiella
- Yponomeuta leucothorax
- Yponomeuta leucotoma
- Yponomeuta liberalis
- Yponomeuta mahalebella
- Yponomeuta malinella
- Yponomeuta malinellus (apelspinnmal)
- Yponomeuta malivorella
- Yponomeuta martinella
- Yponomeuta mayumivorella
- Yponomeuta meguronis
- Yponomeuta melanaster
- Yponomeuta meracula
- Yponomeuta meridionalis
- Yponomeuta millepunctatella
- Yponomeuta minuella
- Yponomeuta mochlocrossa
- Yponomeuta morbillosa
- Yponomeuta multipunctella
- Yponomeuta munda
- Yponomeuta myriosema
- Yponomeuta nigricola
- Yponomeuta nigrifimbrata
- Yponomeuta numerosa
- Yponomeuta octocentra
- Yponomeuta ocypora
- Yponomeuta orbimaculella
- Yponomeuta orientalis
- Yponomeuta padellus (slånspinnmal)
- Yponomeuta padi
- Yponomeuta paradoxus
- Yponomeuta paurodes
- Yponomeuta perficitellus
- Yponomeuta plumbella
- Yponomeuta plumbellus (punktspinnmal)
- Yponomeuta polysticta
- Yponomeuta polystigmellus
- Yponomeuta praetincta
- Yponomeuta puncticornis
- Yponomeuta pustulella
- Yponomeuta refrigerata
- Yponomeuta rhamnellus (slånspinnmal)
- Yponomeuta rorella
- Yponomeuta rorrellus (pilspinnmal)
- Yponomeuta roscidella
- Yponomeuta sedella
- Yponomeuta sedellus (blyspinnmal)
- Yponomeuta semialba
- Yponomeuta shansiella
- Yponomeuta sistrophora
- Yponomeuta sociatus
- Yponomeuta spodocrossa
- Yponomeuta stenodoxa
- Yponomeuta strigillata
- Yponomeuta subplumbella
- Yponomeuta tokyonella
- Yponomeuta triangularis
- Yponomeuta tyrodes
- Yponomeuta variabilis
- Yponomeuta vigintipunctata
- Yponomeuta yanagawana
- Yponomeuta zagulajevi

## Bildgalleri

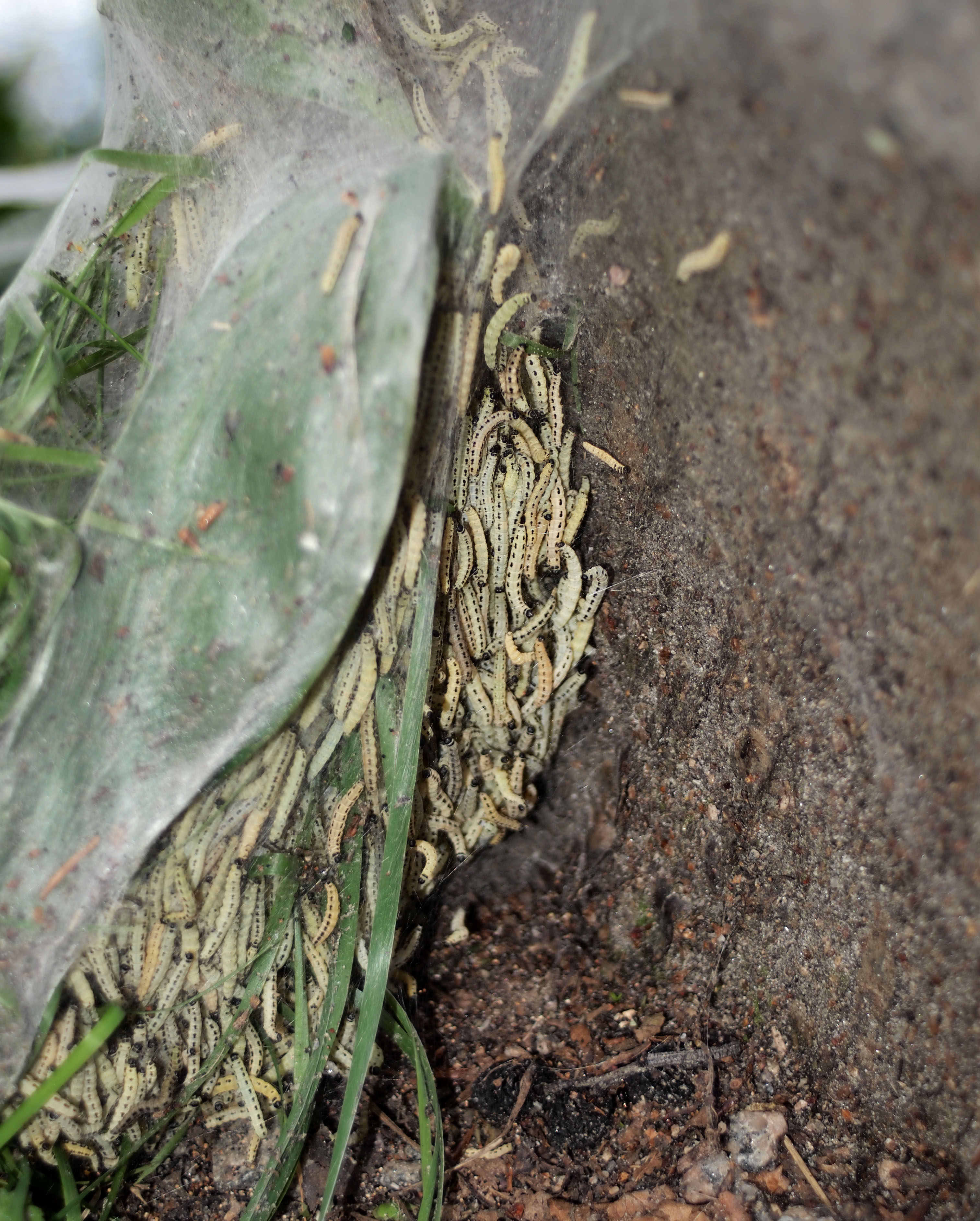
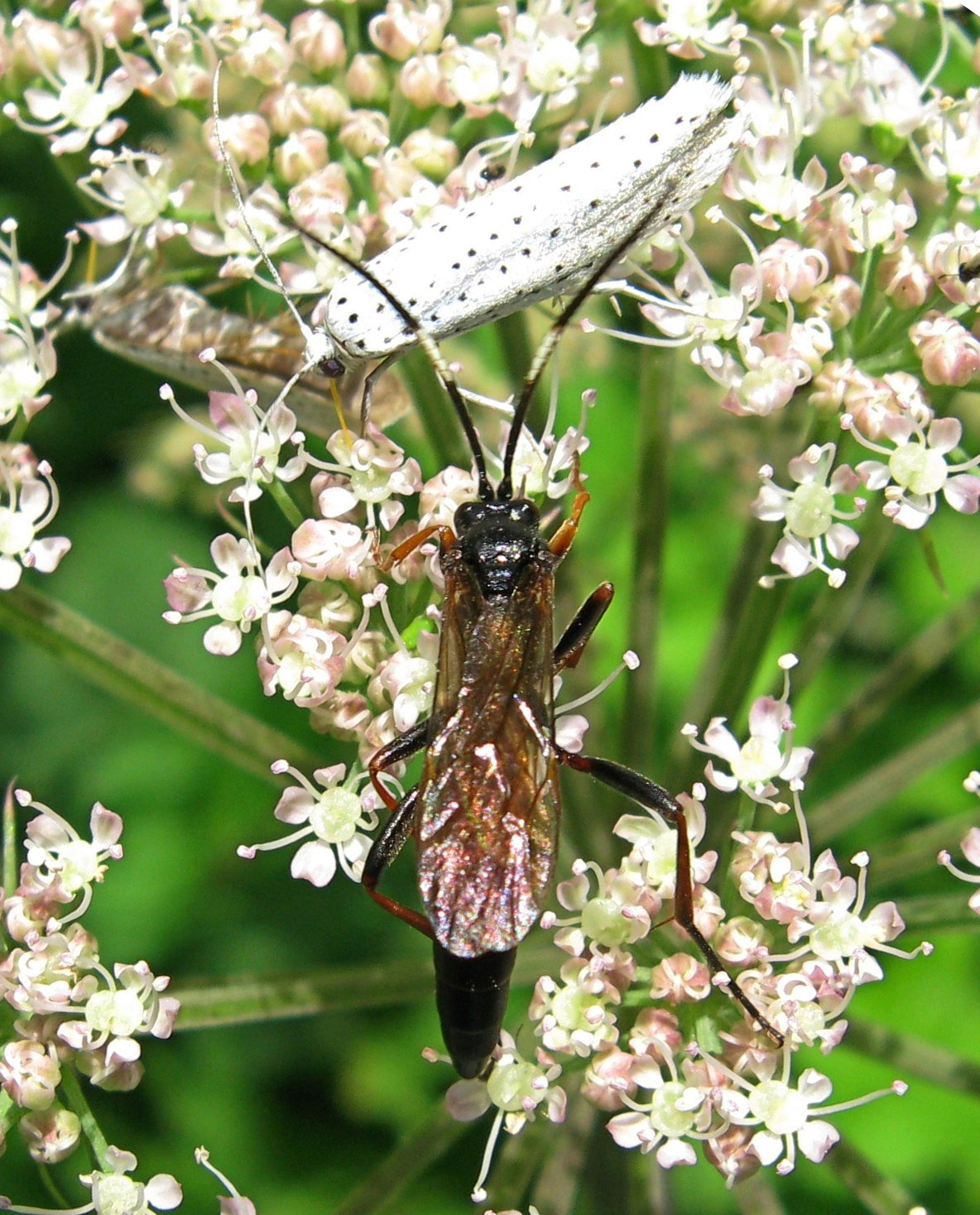
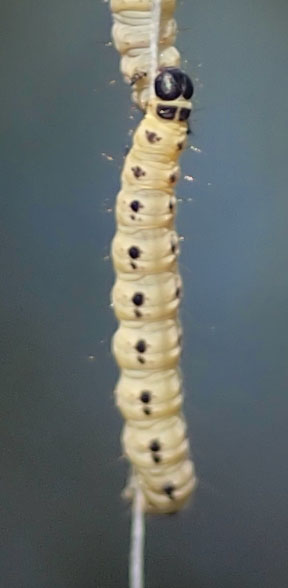
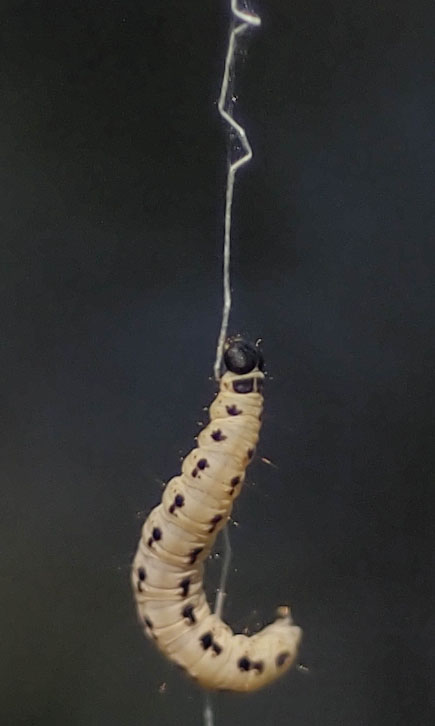
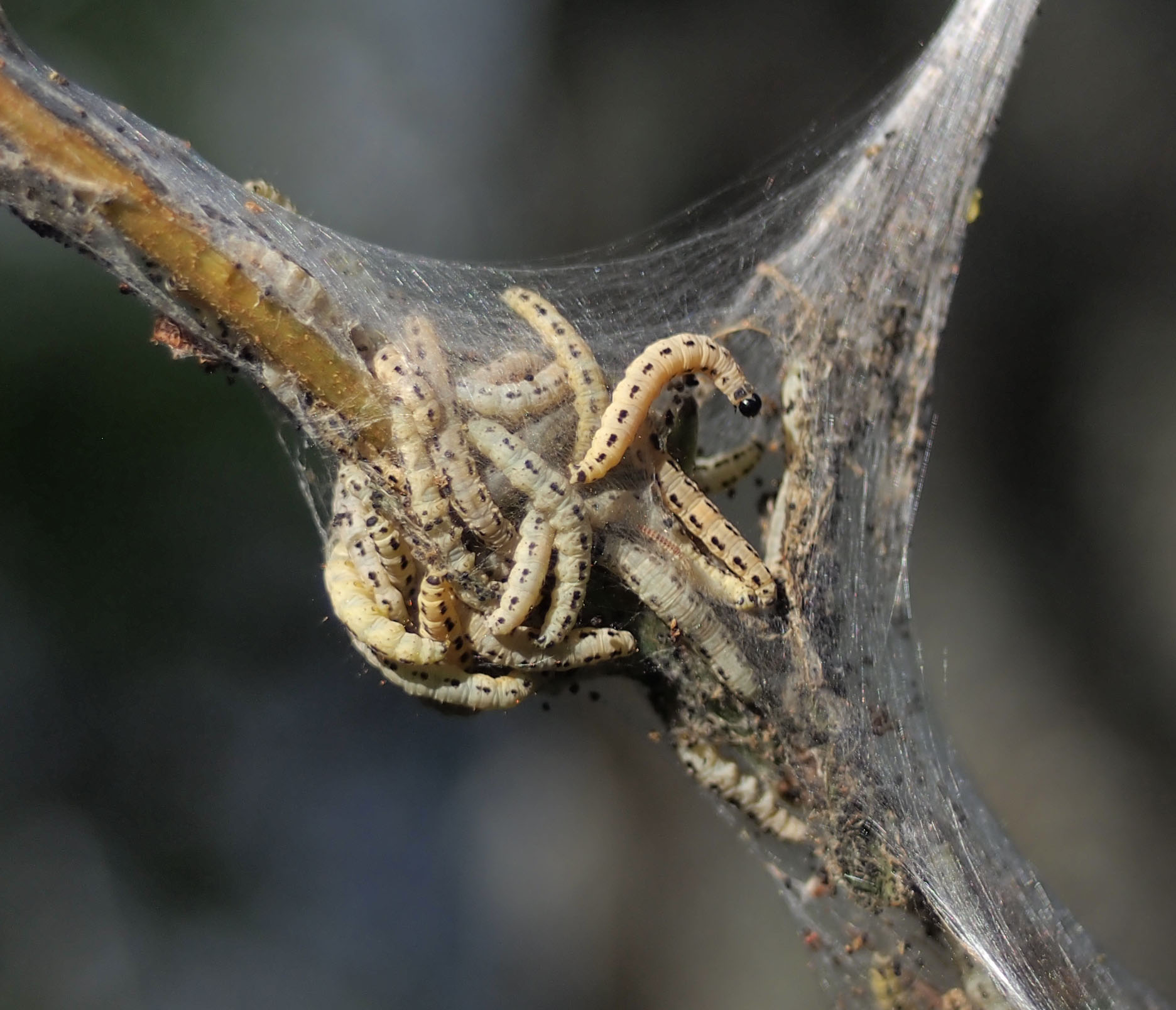
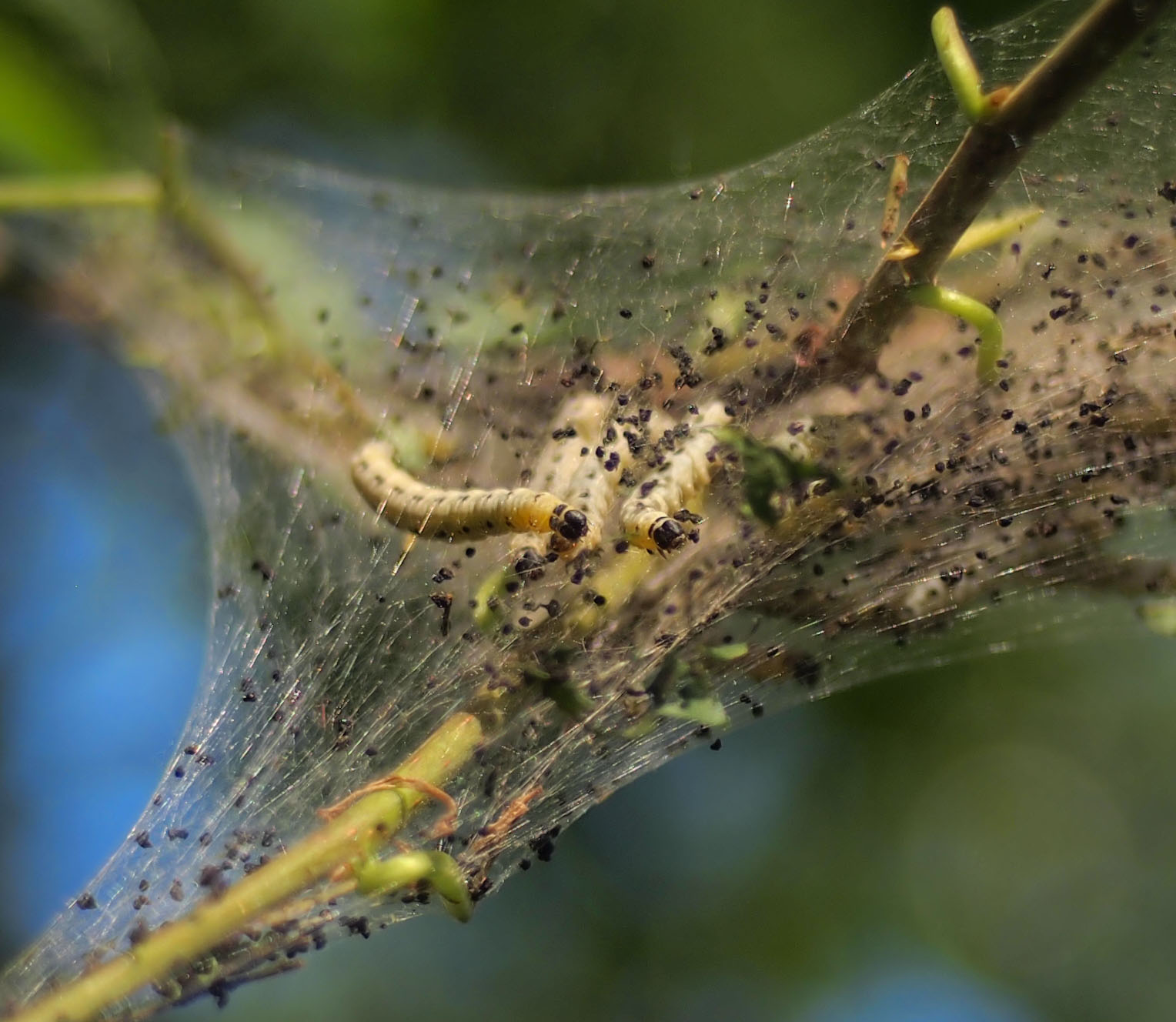